# Håvegöl
Håvegöl är en sjö i Hultsfreds kommun i Småland och ingår i Emåns huvudavrinningsområde. Sjön har en area på 0,0452 kvadratkilometer och ligger 128,9 meter över havet.

## Delavrinningsområde
Håvegöl ingår i det delavrinningsområde (635292-150607) som SMHI kallar för Mynnar i Emån. Medelhöjden är 115 meter över havet och ytan är 28,96 kvadratkilometer. Det finns ett avrinningsområde uppströms, och räknas det in blir den ackumulerade arean 55,58 kvadratkilometer. Vattendraget som avvattnar avrinningsområdet har biflödesordning 2, vilket innebär att vattnet flödar genom totalt 2 vattendrag innan det når havet efter 76 kilometer. Avrinningsområdet består mestadels av skog (66 procent) och jordbruk (15 procent). Avrinningsområdet har 0,38 kvadratkilometer vattenytor vilket ger det en sjöprocent på 1,3 procent. Bebyggelsen i området täcker en yta av 2,06 kvadratkilometer eller 7 procent av avrinningsområdet.